# 結団
| ウィキペディアには「結団」という見出しの百科事典記事はありません（タイトルに「結団」を含むページの一覧/「結団」で始まるページの一覧）。 代わりにウィクショナリーのページ「結団」が役に立つかもしれません。 |